# Карл фон Залм-Нойбург
Карл фон Залм-Нойбург (на немски: Karl von Salm-Neuburg; * 1604; † 1662 до 1664) е граф на Залм (Люксембург) и Нойбург (1617 – 1654).

## Произход и управление
Той е вторият син на граф Вайхард фон Залм-Нойбург (1575 – 1617) и съпругата му Сидония фон Мюнхвитц (1579 – 1638). Внук е на граф Юлиус I фон Залм-Нойбург (1531 – 1595) и втората му съпруга фрайин Анна Мария фон Дитрихщайн (1557 – 1586). Правнук е на граф Николаус II фон Салм (1503 – 1550), щатхалтер на Унгария, и графиня Емилия фон Еберщайн (1506 – 1540). Роднина е на Волфганг фон Салм, княз-епископ на Пасау (1541 – 1555). Сестра му Максимилиана (1608 – 1663) се омъжва на 28 май 1657 г. в Прага за маркграф Кристиан Вилхелм фон Бранденбург (1587 – 1665).
Имперският граф Карл фон Залм продава през 1654 г., след смъртта на брат му Юлиус II фон Залм-Нойбург (1600 – 1654), графството Нойбург за 400 000 гулдена на граф Георг Лудвиг фон Зинцендорф (1616 – 1681). Императорът одобрява това едва през 1662 г.

## Фамилия
Карл фон Залм-Нойбур се жени на 26 ноември 1637 г. за графиня Елизабет Бернхардина фон Тюбинген, фрайфрау фон Лихтенек (* 11 октомври 1624; † 4 ноември 1666), единствената дъщеря на граф Конрад Вилхелм фон Тюбинген (1605 – 1630) и съпругата му графиня Анастасия фон Лайнинген-Вестербург (1588 – 1656), дъщеря на граф Лудвиг фон Лайнинген-Вестербург (1557 – 1622) и Бернхардина фон Липе (1563 – 1628). Те имат 9 деца:
- Вайкхард Игнац Вилхелм Леополд (* 1645; † 18 декември 1703), свещеник в Регенсбург
- Мария Анна Елизабет (* 1646; † 2 февруари 1698, Тюслинг), омъжена 1671/1673 г. в Пасау за граф Йохан Фердинанд Ернст фон Вартенберг (* 20 май 1630; † 1 септември 1675, Пасау), син на граф Ернст Бено фон Вартенберг (1604 – 1666) и графиня Евфросина Сибила фон Хоенцолерн-Зигмаринген (1607 – 1636)
- Франц Леополд Игнац (* 1648; † 11 ноември 1702), граф на Залм-Нойбург, женен за Мария Херценлаут Шифер, баронеса фон и цу Фрайлинг и Даксберг (1653 – 1711)
- Анна Клара (1650 – 1671)
- Йохан Лудвиг (1652 – 1673, убит в битка)
- Изабела Амелия (1653 – 1691), омъжена 1666 г. за фрайхер Ярослав Свиховски фон Ризенбург († 1716)
- Мария Франциска Барбара (* 1655; † 20 февруари 1707), омъжена 1669 г. за граф Ромедиус Константин фон Тун и Хоенщайн (* 2 март 1641; † 30 април 1700), син на граф Йохан Зигизмунд фон Тун и Хоенщайн (1594 – 1646) и графиня Маргарета Анна фон Йотинген-Балдерн († 1684)
- Парис Юлиус (* 1656; † 11 октомври 1701), свещеник в Олмютц
- Фердинанд, малтийски рицар

Карл наследява чрез съпругата си замък Лихтенек (днес в Кенцинген) в Баден-Вюртемберг и го продава през 1664 г.